# USS LST-909
O USS LST-909 foi um navio de guerra norte-americano da classe LST que operou durante a Segunda Guerra Mundial.